# هیدکی ایشیگه
هیدکی ایشیگه (انگلیسی: Hideki Ishige؛ زادهٔ ۲۱ سپتامبر ۱۹۹۴) بازیکن فوتبال اهل ژاپن است.
از باشگاه‌هایی که در آن بازی کرده‌است می‌توان به باشگاه فوتبال شیمیزو اس-پالس اشاره کرد.
وی همچنین در تیم ملی فوتبال زیر ۱۷ سال ژاپن بازی کرده‌است.